# Campionati arabi di lotta 2012
I campionati arabi di lotta 2012 si sono svolti a Il Cairo, in Egitto, l'11 ottobre 2012.

## Podi

### Lotta libera
| Evento | Oro                       | Argento                  | Bronzo              |
| 55 kg  | Muhammad Aszraf Fathi     | Sef Salman               | Ismael Moussaoui    |
| 60 kg  | Muhammad Hasan Muhammad   | Ammar Chergui            | Qasem Sobeh         |
| 66 kg  | Abd ar-Rahman Ibrahim     | Yehya Mansour            | Walid Madżdi Zajdan |
| 74 kg  | Ahmed Kazeem              | Muhammad Ali Zaghlul     | Rabah Siramdane     |
| 84 kg  | Imad ad-Din Karani        | Muhammad Rijad al-Wafi   | Nezar Gaberbosh     |
| 96 kg  | Mohamed Soheil            | Mustafa Farahat          | Hicham Louafi       |
| 120 kg | Mohammed Sabah Abdelmalek | Dija ad-Din Kamal Dżauda | Non assegnato       |

### Lotta greco-romana
| Evento | Oro                 | Argento                   | Bronzo                 |
| 55 kg  | Mohamed Bouterfassa | Mahmud Husajn Hamdan      | Leth Taad Nekhtab      |
| 60 kg  | Mouatez Djedaiet    | Karim Ibrahim as-Sajjid   | Ali Nagah Gasem        |
| 66 kg  | Karim Hawwasz       | Muhammad Sarir            | Mohamed Ali Bashar     |
| 74 kg  | Ramzi Al Marafi     | Hassan Hayder Kareem      | Muhammad Husajn Hamdan |
| 84kg   | Mustafa Ghanim      | Muhammad Rijad al-Wafi    | Nazar Jaburush         |
| 96 kg  | Ahmad Usman         | Jahja Muhammad Abu Tabich | Haeder Abou El Raheem  |
| 120 kg | Hani Al Marafi      | Abd ar-Rahman at-Tarabili | Saif Ali Qasim         |

## Medagliere
Paese ospitante.
| Pos.   | Paese     | Oro | Argento | Bronzo | Totale |
| ------ | --------- | --- | ------- | ------ | ------ |
| 1      | Egitto    | 6   | 6       | 2      | 14     |
| 2      | Iraq      | 3   | 3       | 8      | 14     |
| 3      | Algeria   | 2   | 4       | 3      | 9      |
| 4      | Giordania | 2   | 1       | 0      | 3      |
| 5      | Qatar     | 1   | 0       | 0      | 1      |
| Totale | Totale    | 14  | 14      | 13     | 41     |